# Teemu Keisteri
Teemu Keisteri   (Espoo, 22 d'agost de 1985) és un artista visual finlandès que viu actualment a Hèlsinki. A Finlàndia, és conegut pel personatge Ukkeli ("Vell") creat l'any 2008, que utilitza per al seu marxandatge com samarretes, quadres, postals, tasses o plats, així com pel seu nom artístic Windows95Man, que utilitza en els seus concerts com a DJ. Com a artista visual, va guanyar el reconeixement a Finlàndia per la creació del personatge Ukkeli (literalment El vell) el 2008. Com a Ukkeli, Keisteri parla sobre fenòmens culturals, l'estil de vida finlandès i sovint s'utilitza a si mateix com a tema per als seus acudits.
Com a Windows95Man, representarà Finlàndia al Festival de la Cançó d'Eurovisió 2024 amb la cançó "No Rules".

## Biografia
Keisteri ha estudiat fotografia a l'Institut de Disseny de Lahti. Ha dit que durant els seus estudis va aprendre que és més un artista visual que un fotògraf. També és conegut com a videoartista, intèrpret de dansa i DJ. Keisteri té la seva pròpia galeria d'art anomenada Kalleria a Kallio, Hèlsinki.
Keisteri va participar com a Windows95Man amb Henri Piispanen (veu) a l'edició de 2024 d'Uuden Musiikin Kilpailu, amb la cançó "No Rules". Tot i acabar últim en la votació del jurat, va quedar primer a la general per televotació amb 313 punts, sent seleccionat per representar Finlàndia al Festival de la Cançó d'Eurovisió 2024.